# Sant'Antonio d'Anniata
Sant'Antonio d'Anniata è la frazione del comune cremonese di Pessina Cremonese più prossima al capoluogo, costituita da una cascina posta a sud del centro abitato.

## Storia
S. Antonio prende il nome del locale oratorio dedicato a S. Antonio Abate, costruito verso la metà del XIV secolo da alcuni frati antoniani della regola di S. Agostino di Cremona che vi possedevano dei fondi. Trasformato sul finire del ‘500 in commenda, fu conferito a cardinali e grandi personaggi.
Sul finire del Settecento la comunità residente in questa fattoria del Contado di Cremona contava 99 abitanti a metà Settecento.
La riforma amministrativa della Lombardia decisa dall’imperatrice Maria Teresa nel 1757 soppresse il comune annettendolo a Pessina Cremonese, ma una speciale dispensa continuò a configurarlo separatamente ai fini censuari, con confini ufficialmente definiti.
Nel 1767 il conte monsignor Carlo de Villana Perlas lo fece riedificare nelle forme attuali. La chiesa fu restaurata nel 1846.